# Juri Lwowitsch Dokschizer
Juri Lwowitsch Dokschizer, russisch Юрий Львович Докшицер, englische Transkription Yuri Dokshitzer, (* 1951) ist ein russischer theoretischer Physiker.
Dokschizer war am Institut für Kernphysik (PNPI), ein Teil des Kurtschatow-Instituts, in Gatchina bei Sankt Petersburg. Er forscht für das CNRS am Laboratoire de Physique Théorique et Hautes Energies (LPTHE) und der Universität Paris VI in Paris (und war auch an der Universität Paris-Süd in Orsay).
In den 1990er Jahren war er auch an der Sektion des italienischen Kernforschungsinstituts Istituto Nazionale di Fisica Nucleare (INFN) an der Universität Mailand, aber auch noch am PNPI.
Dokschizer befasst sich mit störungstheoretischer Quantenchromodynamik (QCD). Er ist einer der Autoren der DGLAP-Gleichungen (mit Wladimir Naumowitsch Gribow, Lew Nikolajewitsch Lipatow, Guido Altarelli, Giorgio Parisi), mit einem Beitrag von 1977, in dem er wie unabhängig Altarelli und Parisi in Frankreich die von Gribow und Lipatow aufgestellten Gleichungen für die sich damals durchsetzende QCD verfeinerte. Die DGLAP-Gleichungen sind fundamentale Evolutionsgleichungen für die Parton-Strukturfunktionen von Hadronen in der QCD und spielen eine wichtige Rolle bei der Berechnung von hochenergetischen Streuprozessen von Hadronen wie tiefinelastischen Streuprozessen, die routinemäßig an den großen Beschleunigeranlagen wie Hera (DESY), dem LHC (CERN) oder dem Tevatron (Fermilab) beobachtet wurden und werden. Dokschizer war damals in der Gruppe von Gribow am PNPI in Leningrad, in der auch Lipatow war.
Dokschizer gab einige Bände Vorlesungen von Gribow, seinem Lehrer in Sankt Petersburg, in englischer Übersetzung bei Cambridge University Press heraus.
2015 erhielt Dokschizer den High Energy and Particle Physics Prize.

## Schriften
- mit V. A. Khoze, A. H. Mueller, S. I. Troyan: Basics of Perturbative QCD, Éditions Frontières, Gif-sur-Yvette 1991
- V.A. Khoze, A.H. Mueller, S.I. Troyan: QCD coherence in high energy reactions, Rev. Mod. Phys. 60 (1988) 373–388
- Calculation of structure functions of deep-inelastic scattering and e+e- annihilation by perturbation theory in quantum chromodynamics, Sov. Phys. JETP 46 (1977) 641–653 (sein Beitrag zu DGLAP)
- mit D.I. Dyakonov, S.I. Troyan: On the transverse momentum distribution of massive lepton pairs,  Phys. Lett. 79B (1978) 269–272
- mit D.I. Dyakonov, S.I. Troyan: Hard processes in Quantum Chromodynamics, Physics Reports,  C 58 (1980) 269–395
- mit D.I. Dyakonov, S.I. Troyan: Hard semi-inclusive processes in QCD, Phys. Lett. 78B (1978) 290–294